# Stanisław Batawia

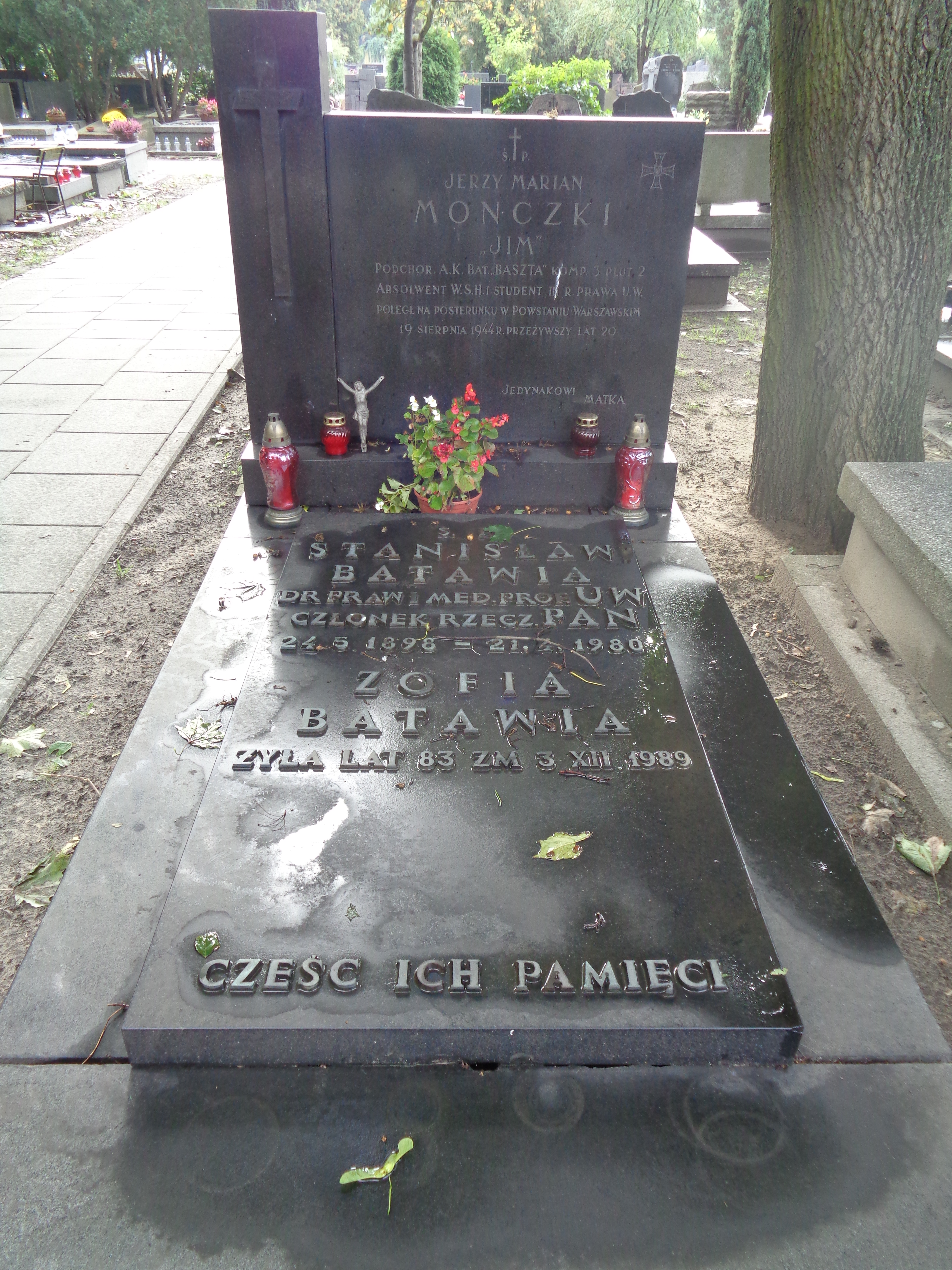
Grób Stanisława Batawii na cmentarzu wojskowym na Powązkach

Stanisław Jan Batawia (ur. 24 maja 1898 w Łodzi, zm. 21 kwietnia 1980 w Warszawie) – polski prawnik, kryminolog i lekarz, profesor nauk prawnych, nauczyciel akademicki Uniwersytetu Warszawskiego.

## Życiorys
Był synem urzędnika Maksymiliana i Eugenii z domu Neumark. Kształcił się w gimnazjum w Warszawie. W latach 1918–1923 studiował prawo, a 1924–1929 medycynę na Uniwersytecie Warszawskim; wśród jego wykładowców był m.in. Leon Petrażycki. Odbył staż lekarski w III Oddziale Szpitala Dzieciątka Jezus w Warszawie (1929–1930). Podjął pracę na UW, został starszym asystentem w Zakładzie Kryminologii (1929–1939) oraz starszym asystentem w Klinice Chorób Nerwowych (1929–1931). Był ordynatorem oddziału psychiatrycznego Szpitala Centrum Wyszkolenia Sanitarnego w Warszawie (1931–1934), asystentem na oddziale neuropsychiatrii dziecięcej Instytutu Higieny Psychicznej w Warszawie (1935–1939), biegłym sądowym w zakresie psychiatrii. Redagował periodyk „Archiwum Kryminologiczne”. W 1931 obronił doktorat praw na podstawie pracy Wstęp do nauki o przestępcy. W latach 1931–1939 pracował jako psycholog szkolny w I Państwowym Gimnazjum i Liceum im. Stefana Batorego w Warszawie.
W czasie wojny obronnej był podporucznikiem służby medycznej. W latach 1940–1944 pracował w Ośrodku Zdrowia w Jeziornie koło Warszawy.
Po wojnie powrócił do pracy na UW, gdzie po przedstawieniu pracy Niepoprawność przestępców w świetle badań nad bliźniętami kryminalnymi (przygotowanej jeszcze w 1939) został docentem kryminologii (1945). Od 1946 był profesorem nadzwyczajnym i kierownikiem Zakładu Kryminologii w Katedrze Prawa Karnego; w 1958 otrzymał tytuł profesora zwyczajnego. Wykłady z kryminologii i psychiatrii sądowej prowadził równocześnie (do 1949) na Uniwersytecie Łódzkim. Wchodził w skład prezydium Głównej Komisji Badania Zbrodni Hitlerowskich (1946–1951), pełnił funkcję konsultanta krajowego w zakresie psychiatrii sądowej w Ministerstwie Zdrowia (1951–1954), współpracował również z Zakładem Nauk Prawnych PAN (od 1956 pod nazwą Instytut Nauk Prawnych PAN) i Instytutem Psychoneurologicznym w Pruszkowie. Na emeryturę przeszedł w 1968.
W pracy naukowej zajmował się kryminologią, prawem karnym, psychiatrią sądową i patologią społeczną. Jest uważany za twórcę polskiej szkoły kryminologii klinicznej. Przeprowadził analizę kryminologiczną i socjologiczną zbrodni hitlerowskich, gromadził dokumentację zbrodni hitlerowskich na terenie Polski. Interesował się problemem przestępczości nieletnich; jeszcze w latach 30. XX wieku przeprowadził badania nieletnich przestępców w zakładach prewencyjnych i więzieniach Warszawy; w wielu publikacjach zwracał uwagę na negatywny wpływ więzienia na psychikę młodocianych. Objął swoimi zainteresowaniami także zjawisko alkoholizmu. Zorganizował badania środowiskowe w rodzinach alkoholików w Polsce, wprowadził pojęcie „stanu upicia na tle patologicznym” do orzecznictwa sądowo-psychiatrycznego; był inicjatorem zapisów o leczeniu alkoholików i opiece nad ich rodzinami w ustawie w sprawie walki z alkoholizmem z 1956. Ponadto zainicjował badania nad narkomanią i toksykomanią u młodzieży w Polsce. 
Zmarł w Warszawie i został pochowany na  Powązkach-Cmentarzu Wojskowym w Warszawie kwatera B39 rząd 7 miejsce 1.

## Członkostwo w korporacjach naukowych
Od 1965 był członkiem korespondentem, a od 1969 członkiem rzeczywistym PAN. Był również członkiem Międzynarodowego Towarzystwa Kryminologicznego.

## Wybrane publikacje
- Cele i metody badań kryminologiczno-biologicznych (1931)
- Charakter przestępczy (1933)
- Wpływ ostatniej wojny na przestępczość nieletnich (1948)
- Badania nad nieletnimi przestępcami (1949, z Janiną Budkiewicz i Marią Żebrowską)
- Społeczne skutki nałogowego alkoholizmu w świetle badań środowiskowych 100 rodzin nałogowych alkoholików (1951)
- Proces społecznego wykolejania się nieletnich przestępców (1958)
- Młodociani i młodzi recydywiści w świetle badań kryminologicznych (1965)
- Sprawcy przestępstw i wykroczeń systematycznie nadużywający alkoholu (1974)

## Nagrody i odznaczenia
W 1975 został laureatem zespołowej nagrody sekretarza naukowego PAN za badania młodzieży społecznie nieprzystosowanej i problematyki alkoholizmu. Był odznaczony m.in. Krzyżem Oficerskim i Krzyżem Komandorskim Orderu Odrodzenia Polski oraz Orderem Sztandaru Pracy II klasy.